# Alpine Ski-Juniorenweltmeisterschaften 2010
Die 29. Alpinen Ski-Juniorenweltmeisterschaften fanden von 31. Januar bis 5. Februar 2010 in der Region Mont Blanc im französischen Département Haute-Savoie statt. Abfahrt und Super-G wurden in Megève ausgetragen, Riesenslalom in Les Houches und Slalom in Les Planards bei Chamonix.

## Männer

### Abfahrt
| Platz | Land | Sportler          | Zeit (min) |
| ----- | ---- | ----------------- | ---------- |
| 1     | ITA  | Mattia Casse      | 1:19,32    |
| 2     | AUT  | Frederic Berthold | 1:19,43    |
| 3     | SLO  | Boštjan Kline     | 1:19,45    |
| 4     | CAN  | Kelby Halbert     | 1:19,55    |
| 5     | AUT  | Manuel Wieser     | 1:19,72    |
| 6     | GER  | Klaus Brandner    | 1:19,86    |

Datum: 4. Februar 

Ort: Megève

### Super-G
| Platz | Land | Sportler          | Zeit (min) |
| ----- | ---- | ----------------- | ---------- |
| 1     | FRA  | Maxence Muzaton   | 1:29,71    |
| 2     | NOR  | Espen Lysdahl     | 1:29,94    |
| 3     | ITA  | Mattia Casse      | 1:30,18    |
| 4     | SUI  | Jonas Fravi       | 1:30,36    |
| 5     | FRA  | Alexis Pinturault | 1:30,57    |
| 6     | SUI  | Nico Caprez       | 1:30,73    |

Datum: 1. Februar 

Ort: Megève

### Riesenslalom
| Platz | Land | Sportler           | Zeit (min) |
| ----- | ---- | ------------------ | ---------- |
| 1     | FRA  | Mathieu Faivre     | 2:17,55    |
| 2     | GER  | Stefan Luitz       | 2:18,32    |
| 3     | NOR  | Espen Lysdahl      | 2:18,51    |
| 4     | AUT  | Vincent Kriechmayr | 2:18,55    |
| 5     | FIN  | Victor Malmström   | 2:18,58    |
| 6     | USA  | Will Gregorak      | 2:18,63    |

Datum: 31. Januar 

Ort: Les Houches

### Slalom
| Platz | Land | Sportler                  | Zeit (min) |
| ----- | ---- | ------------------------- | ---------- |
| 1     | SUI  | Reto Schmidiger           | 1:30,97    |
| 2     | AUT  | Lukas Tippelreither       | 1:31,80    |
| 3     | RUS  | Sergei Maitakow           | 1:32,01    |
| 4     | NOR  | Simen Ramberg Christensen | 1:32,35    |
| 5     | SLO  | Timi Gasperin             | 1:32,36    |
| 6     | ITA  | Mattia Casse              | 1:32,62    |

Datum: 2. Februar 

Ort: Les Planards

### Kombination
| Platz | Land | Sportler                | Punkte |
| ----- | ---- | ----------------------- | ------ |
| 1     | USA  | Colby Granstrom         | 35,04  |
| 2     | ITA  | Jacopo Di Ronco         | 62,50  |
| 3     | CAN  | Kelby Halbert           | 62,63  |
| 4     | SUI  | Manuel Pleisch          | 65,01  |
| 5     | NOR  | Christoffer Kyllingstad | 93,08  |
| 6     | NOR  | Knut Masdal             | 112,00 |

Datum: 4. Februar
Die Kombination bestand aus der Addition der Ergebnisse aus Abfahrt, Riesenslalom und Slalom.

## Frauen

### Abfahrt
| Platz | Land | Sportlerin              | Zeit (min) |
| ----- | ---- | ----------------------- | ---------- |
| 1     | FRA  | Jéromine Géroudet       | 1:20,89    |
| 2     | AUT  | Jessica Depauli         | 1:21,88    |
| 3     | NOR  | Lotte Smiseth Sejersted | 1:22,05    |
| 4     | GER  | Isabelle Stiepel        | 1:22,06    |
| 5     | SUI  | Wendy Holdener          | 1:22,15    |
| 6     | ITA  | Sofia Goggia            | 1:22,23    |

Datum: 4. Februar 

Ort: Megève

### Super-G
| Platz | Land | Sportlerin        | Zeit (min) |
| ----- | ---- | ----------------- | ---------- |
| 1     | FRA  | Marine Gauthier   | 1:32,21    |
| 2     | FRA  | Jéromine Géroudet | 1:32,29    |
| 3     | AUT  | Michelle Morik    | 1:32,58    |
| 4     | GER  | Lena Dürr         | 1:32,72    |
| 5     | AUT  | Tamara Tippler    | 1:32,84    |
| 6     | LIE  | Barbara Hoop      | 1:32,89    |

Datum: 31. Januar 

Ort: Megève

### Riesenslalom
| Platz | Land | Sportlerin              | Zeit (min) |
| ----- | ---- | ----------------------- | ---------- |
| 1     | NOR  | Mona Løseth             | 1:38,34    |
| 2     | GER  | Lena Dürr               | 1:38,71    |
| 2     | ITA  | Federica Brignone       | 1:38,71    |
| 4     | AUT  | Evelyn Pernkopf         | 1:39,02    |
| 5     | NOR  | Lotte Smiseth Sejersted | 1:39,16    |
| 6     | AUT  | Michelle Morik          | 1:39,37    |
| 6     | AUT  | Ramona Siebenhofer      | 1:39,37    |

Datum: 5. Februar 

Ort: Les Houches

### Slalom
| Platz | Land | Sportlerin              | Zeit (min) |
| ----- | ---- | ----------------------- | ---------- |
| 1     | GER  | Christina Geiger        | 1:34,47    |
| 2     | NOR  | Mona Løseth             | 1:36,04    |
| 3     | SWE  | Sara Hector             | 1:36,82    |
| 4     | GER  | Simona Hösl             | 1:37,20    |
| 5     | AUT  | Ramona Siebenhofer      | 1:37,31    |
| 6     | NOR  | Lotte Smiseth Sejersted | 1:37,35    |

Datum: 1. Februar 

Ort: Les Planards

### Kombination
| Platz | Land | Sportlerin              | Punkte |
| ----- | ---- | ----------------------- | ------ |
| 1     | NOR  | Mona Løseth             | 38,85  |
| 2     | NOR  | Lotte Smiseth Sejersted | 44,56  |
| 3     | AUT  | Jessica Depauli         | 63,34  |
| 4     | SUI  | Nadja Vogel             | 69,31  |
| 5     | NOR  | Ragnhild Mowinckel      | 75,93  |
| 6     | SUI  | Jasmin Rothmund         | 77,60  |

Datum: 5. Februar
Die Kombination bestand aus der Addition der Ergebnisse aus Abfahrt, Riesenslalom und Slalom.

## Medaillenspiegel
| Platz | Land               | Gold | Silber | Bronze | Gesamt |
| ----- | ------------------ | ---- | ------ | ------ | ------ |
| 1     | Frankreich         | 4    | 1      | –      | 5      |
| 2     | Norwegen           | 2    | 3      | 2      | 7      |
| 3     | Italien            | 1    | 2      | 1      | 4      |
| 4     | Deutschland        | 1    | 2      | –      | 3      |
| 5     | Schweiz            | 1    | –      | –      | 1      |
| 5     | Vereinigte Staaten | 1    | –      | –      | 1      |
| 7     | Österreich         | –    | 3      | 2      | 5      |
| 8     | Kanada             | –    | –      | 1      | 1      |
| 8     | Russland           | –    | –      | 1      | 1      |
| 8     | Schweden           | –    | –      | 1      | 1      |
| 8     | Slowenien          | –    | –      | 1      | 1      |